# Diaspidiotus alni
Diaspidiotus alni är en insektsart som först beskrevs av Élie Marchal 1909.  Diaspidiotus alni ingår i släktet Diaspidiotus och familjen pansarsköldlöss. Inga underarter finns listade i Catalogue of Life.